# Aeroporto de Southampton
Aeroporto de Southampton (IATA: SOU, ICAO: EGHI) é um aeroporto civil situa-se na cidade de Southampton, Inglaterra. O endereço do aeroporto é "Southampton SO18 2NL, Reino Unido". O Código é "SOU". A elevação do aeroporto é de 13 m. 
Em 2017 2 069 605 passageiros passaram por o aeroporto.

## Primeiro voo de teste do Spitfire
O primeiro voo de teste do Supermarine Spitfire ocorreu no aeroporto em 5 de março de 1936, evento comemorado em 2004 pela construção de uma escultura de dois terços do K5054, o protótipo Spitfire, na entrada da estrada.
Em 5 de março de 2006, cinco Spitfires restaurados decolaram do Aeroporto de Southampton para comemorar o 70º aniversário do primeiro vôo de teste do Spitfire. O conselho local queria renomear o aeroporto em homenagem a RJ Mitchell, projetista do Spitfire. No entanto, o proprietário do aeroporto na época, Heathrow Airport Holdings, não concordou.